# Élections étatiques de 2024 dans l'État de Guanajuato
Les élections étatiques de 2024  dans l'État de Guanajuato se tiennent le 2 juin 2024, afin d'élire le gouverneur de l'État de Guanajuato pour un mandat de six ans, et les 36 membres du congrès étatique, pour un mandat de trois ans.

État de Guanajuato.

## Gouverneur

### Mode de scrutin
Le gouverneur est élu au scrutin uninominal majoritaire à un tour.

### Résultats
|                        | Force et coeur pour Guanajuato - Parti révolutionnaire institutionnel (PRI) - Parti action nationale (PAN) - Parti de la révolution démocratique (PRD) | Libia García Muñoz Ledo (PAN)   | 1 393 801 | 52,31 |  |  |
|                        | Continuons de faire l'histoire - Mouvement de régénération nationale (MORENA) - Parti vert écologiste du Mexique (PVEM) - Parti du travail (PT)        | Alma Alcaráz Hernández (MORENA) | 1 117 103 | 41,92 |  |  |
|                        | Mouvement citoyen (MC) | Yulma Rocha Aguilar             | 153 679   | 5,77  |  |  |
|                        | |                                 |           |       |  |  |
| Suffrages exprimés     | Suffrages exprimés | Suffrages exprimés              | 2 664 583 | 97,90 |  |  |
| Votes nuls             | Votes nuls | Votes nuls                      | 57 047    | 2,10  |  |  |
| Total                  | Total | Total                           | 2 721 630 | 100   |  |  |
| Abstention             | Abstention | Abstention                      | 2 109 512 | 43,66 |  |  |
| Inscrits/Participation | Inscrits/Participation | Inscrits/Participation          | 4 831 142 | 56,34 |  |  |

## Congrès étatique

### Mode de scrutin
Le Congrès d'État de Guanajuato est constitué de 36 députés, élus selon un système mixte. 22 députés sont élus au scrutin uninominal majoritaire à un tour dans autant de circonscriptions, tandis que les 14 députés restants sont élus au scrutin proportionnel plurinominal. Les électeurs n'ont cependant qu'un seul vote.

### Résultats
|                                                |                                                |                                              |           |       |       |               |               |    |               |               |  |  |  |  |
| Parti                                          | Parti                                          | Parti                                        | Voix      | %     | +/-   | C             | +/−           | L  | Total         | +/-           |  |  |  |  |
|                                                |                                                | Parti action nationale (PAN)                 | 1 063 962 | 40,63 | 2,29  | 13            | 8             | 4  | 17            | 4             |  |  |  |  |
|                                                | Parti révolutionnaire institutionnel (PRI)     | 197 477                                      | 7,54      | 4,64  | 0     | en stagnation | 2             | 2  | 2             |               |  |  |  |  |
|                                                | Parti de la révolution démocratique (PRD)      | 30 769                                       | 1,17      | 1,23  | 1     | 1             | 0             | 1  | 1             |               |  |  |  |  |
| Total Force et coeur pour Guanajuato           | Total Force et coeur pour Guanajuato           | 1 292 208                                    | 49,35     | 35,00 | 14    | 14            | 6             | 20 | 16            |               |  |  |  |  |
|                                                |                                                | Mouvement de régénération nationale (MORENA) | 904 273   | 34,53 | 11,30 | 5             | 4             | 5  | 10            | 2             |  |  |  |  |
|                                                | Parti vert écologiste du Mexique (PVEM)        | 150 189                                      | 5,73      | 0,54  | 1     | 1             | 1             | 2  | en stagnation |               |  |  |  |  |
|                                                | Parti du travail (PT)                          | 68 947                                       | 2,63      | 0,80  | 2     | 2             | 0             | 2  | 2             |               |  |  |  |  |
| Total coalition Continuons de faire l'histoire | Total coalition Continuons de faire l'histoire | 1 123 409                                    | 42,90     | Abs.  | 8     | 8             | 6             | 14 | 13            |               |  |  |  |  |
|                                                | Mouvement citoyen (MC)                         | Mouvement citoyen (MC)                       | 202 924   | 7,75  | 3,15  | 0             | en stagnation | 2  | 2             | 1             |  |  |  |  |
|                                                |                                                |                                              |           |       |       |               |               |    |               |               |  |  |  |  |
| Suffrages exprimés                             | Suffrages exprimés                             | Suffrages exprimés                           | 2 618 541 | 96,34 |       |               |               |    |               |               |  |  |  |  |
| Votes nuls                                     | Votes nuls                                     | Votes nuls                                   | 99 499    | 3,66  |       |               |               |    |               |               |  |  |  |  |
| Total                                          | Total                                          | Total                                        | 2 718 040 | 100   | -     | 22            | en stagnation | 14 | 36            | en stagnation |  |  |  |  |
| Abstention                                     | Abstention                                     | Abstention                                   | 2 113 102 | 43,74 |       |               |               |    |               |               |  |  |  |  |
| Inscrits/Participation                         | Inscrits/Participation                         | Inscrits/Participation                       | 4 831 142 | 56,26 |       |               |               |    |               |               |  |  |  |  |